# Kai (EP)
Kai (estilizado como KAI (开)), es el EP debut del cantante y bailarín surcoreano Kai. Fue lanzado el 30 de noviembre de 2020 por SM Entertainment. El disco contiene seis canciones, incluyendo el sencillo «Mmmh». El álbum está disponible en siete versiones: tres versiones fotolibro, tres versiones jewel case y una versión folioscopio. 

## Antecedentes y lanzamiento
En diciembre de 2018, en una transmisión de Moon Hee Jun’s Music Show, Kai reveló que debutaría próximamente como solista. Sin embargo, no se revelaron más detalles hasta el 25 de enero de 2020, donde Kai realizó una entrevista en Weibo hablando sobre su debut, el cual se encontraba en desarrollo. El 3 de julio, News1 informó que Kai se encontraba grabando su álbum, pero que aún no había una fecha establecida, siendo confirmado más tarde por SM Entertainment.
El 10 de noviembre, se reveló el nombre del miniálbum y su fecha de lanzamiento. Del 10 al 28 de noviembre, se publicaron imágenes y vídeos teaser. Entre estos vídeos, hay un primer teaser del videoclip lanzado el 26 de noviembre, así como una mezcla de canciones que aparecen en el álbum bajo el título «Film: Kai», lanzado al día siguiente. Kai fue lanzado finalmente el 30 de noviembre.

## Composición
Todas las canciones que aparecen en el disco son estilo R&B. «Mmmh» se caracteriza por ser un sencillo con una melodía simple, pero adictiva en una canción minimalista, también se describe como una pista de amor encantadora y sencilla, cuya letra trata sobre una persona que siente atracción hacia alguien que conoció por primera vez. «Nothing On Me» es una canción de R&B alternativo con un ritmo de bajo pesado, representa el momento en que el protagonista se emborracha con el olor de la otra persona mientras se acerca a ella. «Amnesia» es una canción con atractivos ritmos y melodías. Es el momento en que el protagonista se enamora y olvida todos los recuerdos del pasado, solo quiere comenzar recuerdos con su pareja actual. «Reason» es una canción de R&B progresivo compuesta por el famoso productor estadounidense Mike Daley, con letras sobre la búsqueda del uno al otro y finalmente encuentran fascinación entre ambos. «Ride or Die» es una canción de R&B alternativo creada por el productor Cha Cha Malone, que incorpora un sonido de guitarra oriental y una atmósfera de ensueño. Las letras tratan sobre salir de los límites para disfrutar de la vida. «Hello Stranger» es una canción de R&B progresivo que se destaca con un sonido lírico de guitarra, la letra representa una situación en la que una persona siente simpatía por un desconocido.

## Lista de canciones
| Kai   |                      |               |                                                 |          |  |
| N.º   | Título               | Letras        | Música                                          | Duración |  |
| 1.    | «Mmmh» (음)          | Jane, Junny   | Keelah Jacobsen, Cameron Jai, Junny, Jane       | 3:13     |  |
| 2.    | «Nothing on Me»      | Hwang Yoo-bin | Jake Torrey, Michael Matosic, Luke Niccoli      | 2:40     |  |
| 3.    | «Amnesia» (기억상실) | Lee Seu-ran   | Joe Thibodeau, Bryant Thompson, Rian Ball       | 2:58     |  |
| 4.    | «Reason»             | Jane          | Isle, Royal Dive, Brian Cho, jane               | 2:53     |  |
| 5.    | «Ride Or Die»        | Jo Yoon-kyung | Mike Daley, Mitchell Owens, Michael Jiminez     | 3:20     |  |
| 6.    | «Hello Stranger»     | Kim Yeon-seo  | Cha Cha Malone, Singing Beetle, Adrian Mckinnon | 2:48     |  |
| 17:51 |                      |               |                                                 |          |  |

## Posicionamiento en listas
| Lista (2020)                        | Mejor posición |
| ----------------------------------- | -------------- |
| Corea del Sur (Gaon)                | 4              |
| Reino Unido (OCC)                   | 23             |
| Estados Unidos (Top Heatseekers)    | 7              |
| Estados Unidos (World Albums Chart) | 11             |

## Ventas
| País          | Organismo certificador | Certificación | Ventas  | Ref.   |
| ------------- | ---------------------- | ------------- | ------- | ------ |
| Corea del Sur | KMCA                   | Platino       | 359 563 | [ 18 ] |
| China         | —                      | —             | 93 315  |        |

## Historial de lanzamiento
| País          | Fecha                   | Formato(s)           | Distribuidora             |
| ------------- | ----------------------- | -------------------- | ------------------------- |
| Corea del Sur | 30 de noviembre de 2020 | CD, descarga digital | SM Entertainment, Dreamus |
| Varios        | 30 de noviembre de 2020 | Descarga digital     | SM Entertainment          |